# Руайе, Лионель
Лионель Руайе (фр. Lionel Royer; 25 декабря 1852, Шато-дю-Луар — 30 июня 1926, Нейи-сюр-Сен) — французский исторический живописец.

## Биография
Уроженец Шато-дю-Луар в северо-западной Франции (территория бывшего графства Мэн, где пользовалось поддержкой Вандейское восстание). Восемнадцатилетним добровольцем принял участие во Франко-прусской войне, в том числе в битве при Луаньи, где французский генерал Атаназ Шаретт, внучатый племянник генералиссимуса Вандеи, обратил внимание на то, что молодой солдат хорошо рисует, и после войны добился, чтобы ему выделили стипендию для обучения в парижской Высшей школе изящных искусств. Там Руайе получил образование живописца под руководством двух наиболее известных педагогов-академистов своего времени — Вильяма Бугро и Александра Кабанеля.
В дальнейшем, в память о своем участии в битве при Луаньи, Руайе подарил недавно отстроенной церкви в этой деревне две картины, одна из которых изображает мессу перед боем, а вторая — ранение генерала де Сониса на поле боя.
Начиная с 1874 года, Лионель Руайе много лет выставлял свои картины на парижском салоне, где в 1884 году получил медаль 3-й степени, а в 1896 году — 2-й. В 1882 году художник получил Римскую премию 2-й степени, а на Всемирной выставке 1900 года в Париже одна из его картин была отмечена бронзовой медалью.
Сегодня художник известен, в первую очередь, благодаря своим картинам на сюжеты из французской истории. Среди них картина «Верцингеторикс, вождь галлов, перед Цезарем» (не единственная, но, по всей видимости, наиболее эффектная работа на этот сюжет) уже больше ста лет неизменно воспроизводится во французских учебниках истории и научно-популярных энциклопедиях, и имеет во Франции репутацию хрестоматийной.
Особый интерес художника вызывала история Жанны д’Арк — тема, к которой он неоднократно возвращался в своих произведениях. Сперва он создал серию акварелей, которые планировал использовать в качестве эскизов для витражей Орлеанского собора. Эти акварели он в дальнейшем подарил Историко-археологическому обществу департамента Мен и Луара. 
Однако в конце концов цикл Ройера нашёл своё воплощение в  цикле фресок базилике Буа-Шеню в Домреми, на родине Жанны д’Арк, и считается выдающимся образчиком этого жанра.
Руайе был женат, имел сына и двух дочерей. Его сын погиб в годы Первой мировой войны в результате газовой атаки, а потомство дочерей художника проживает сегодня во Франции и в Бельгии.

## Галерея

Верцингеторикс бросает оружие к ногам Цезаря. 1899. Музей Крозатье, Пюи-ан-Веле
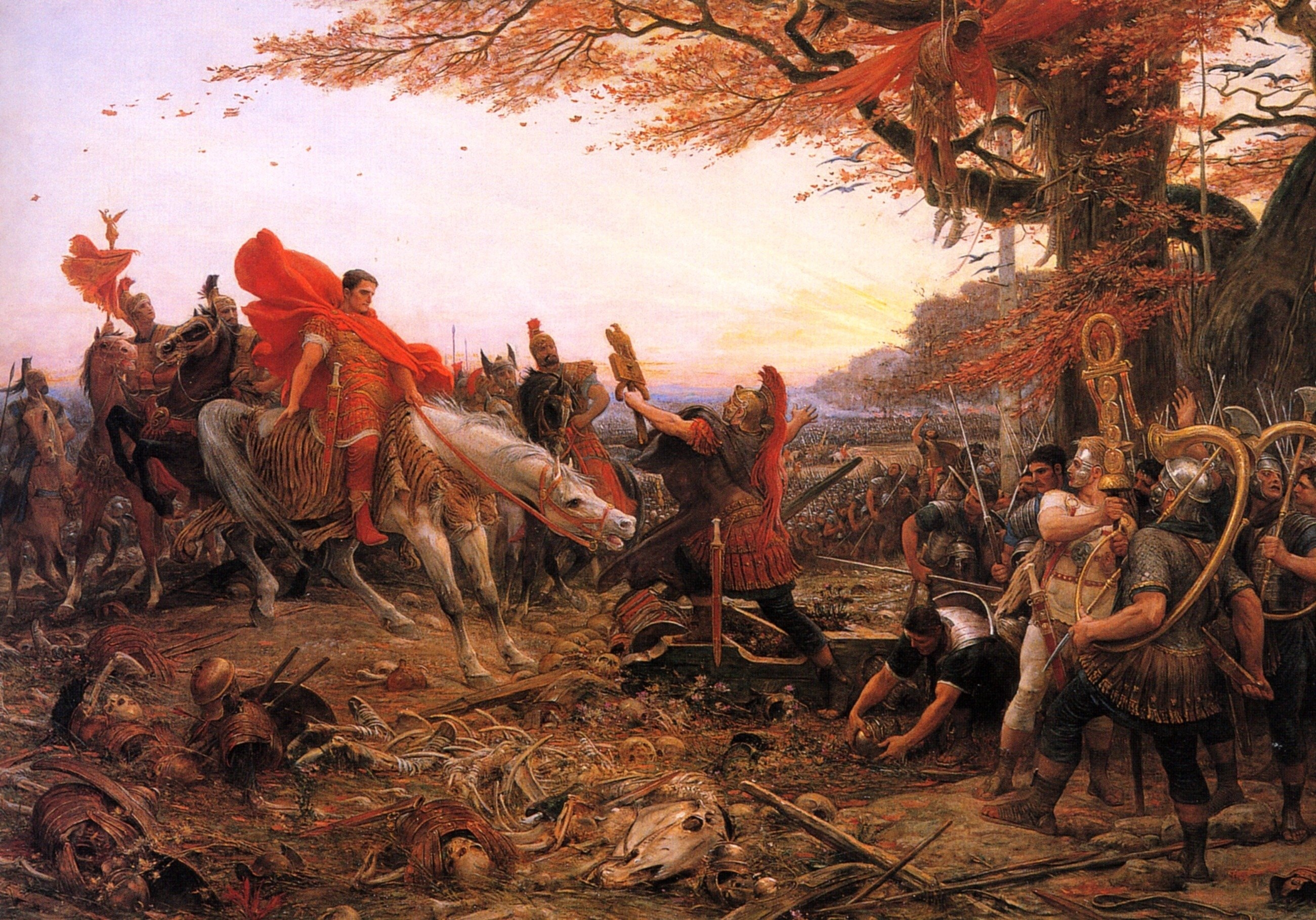
Германик в Тевтобургском Лесу перед останками солдат легионов Вара
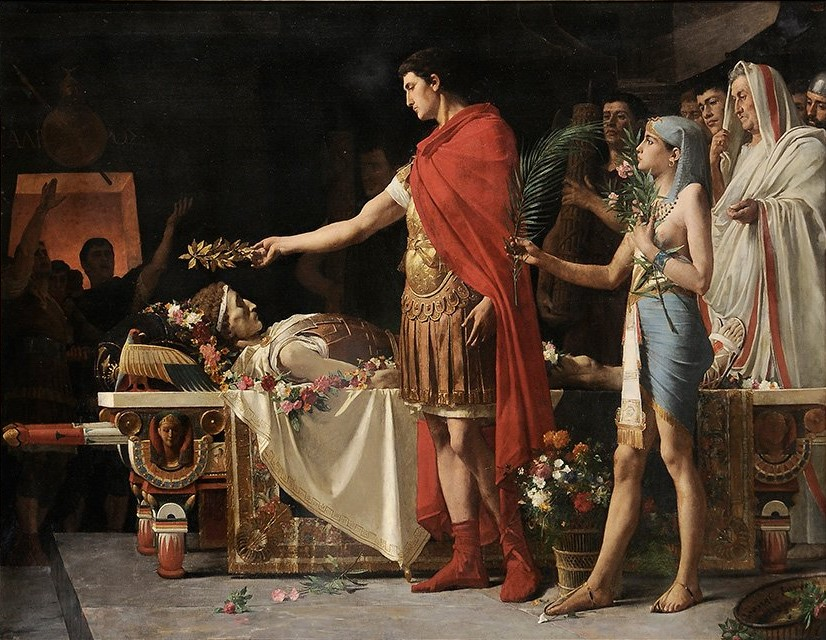
Император Август перед телом Александра Македонского
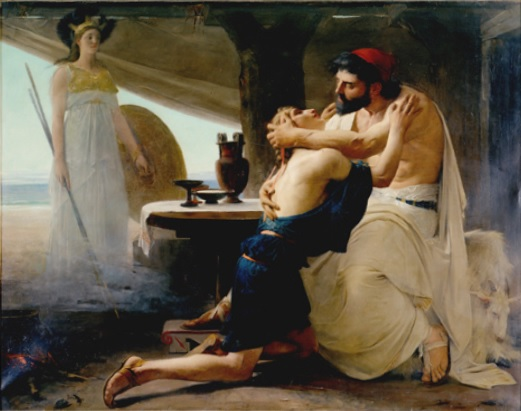
Одиссей и Телемак
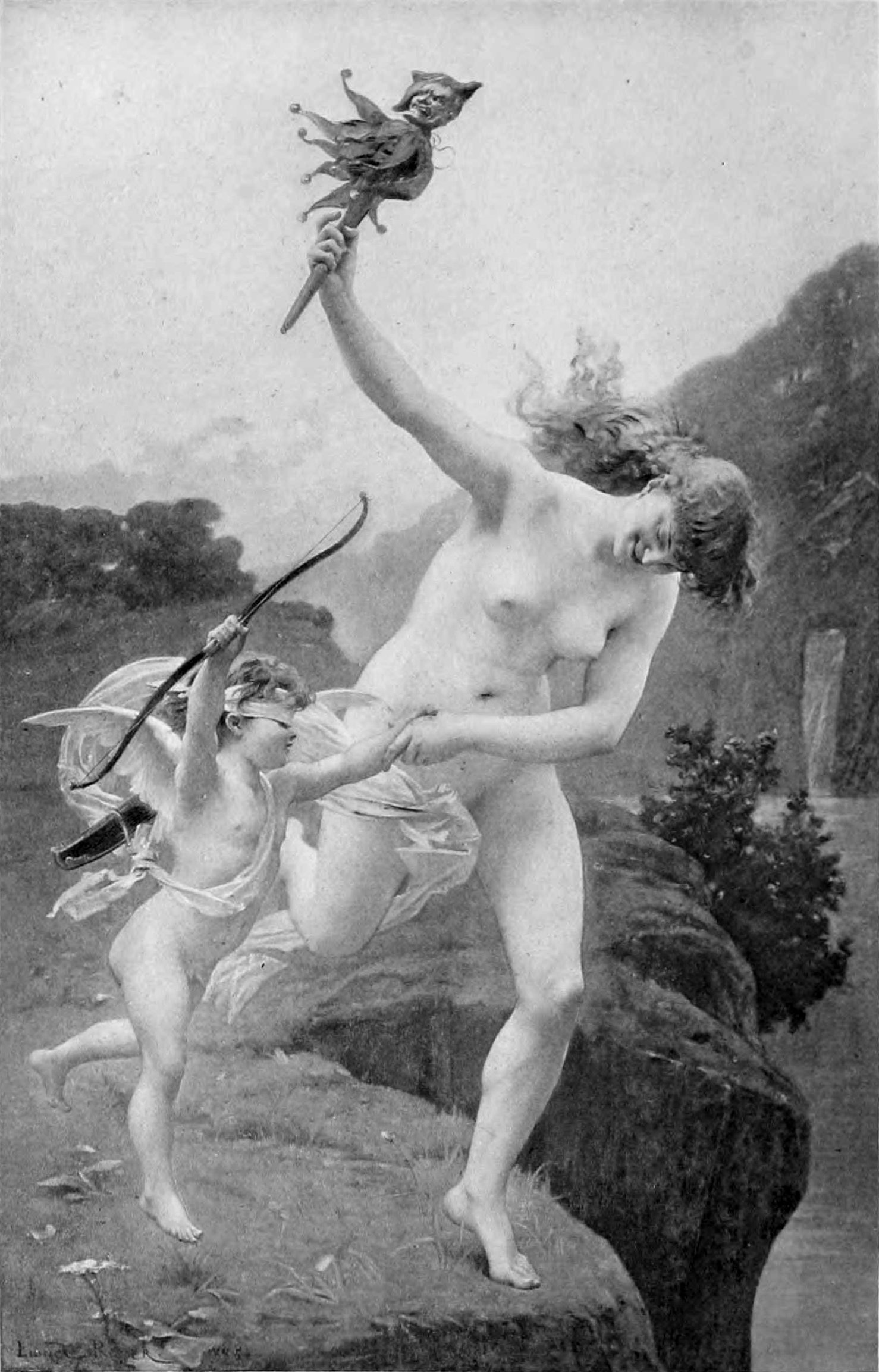
Любовь и глупость
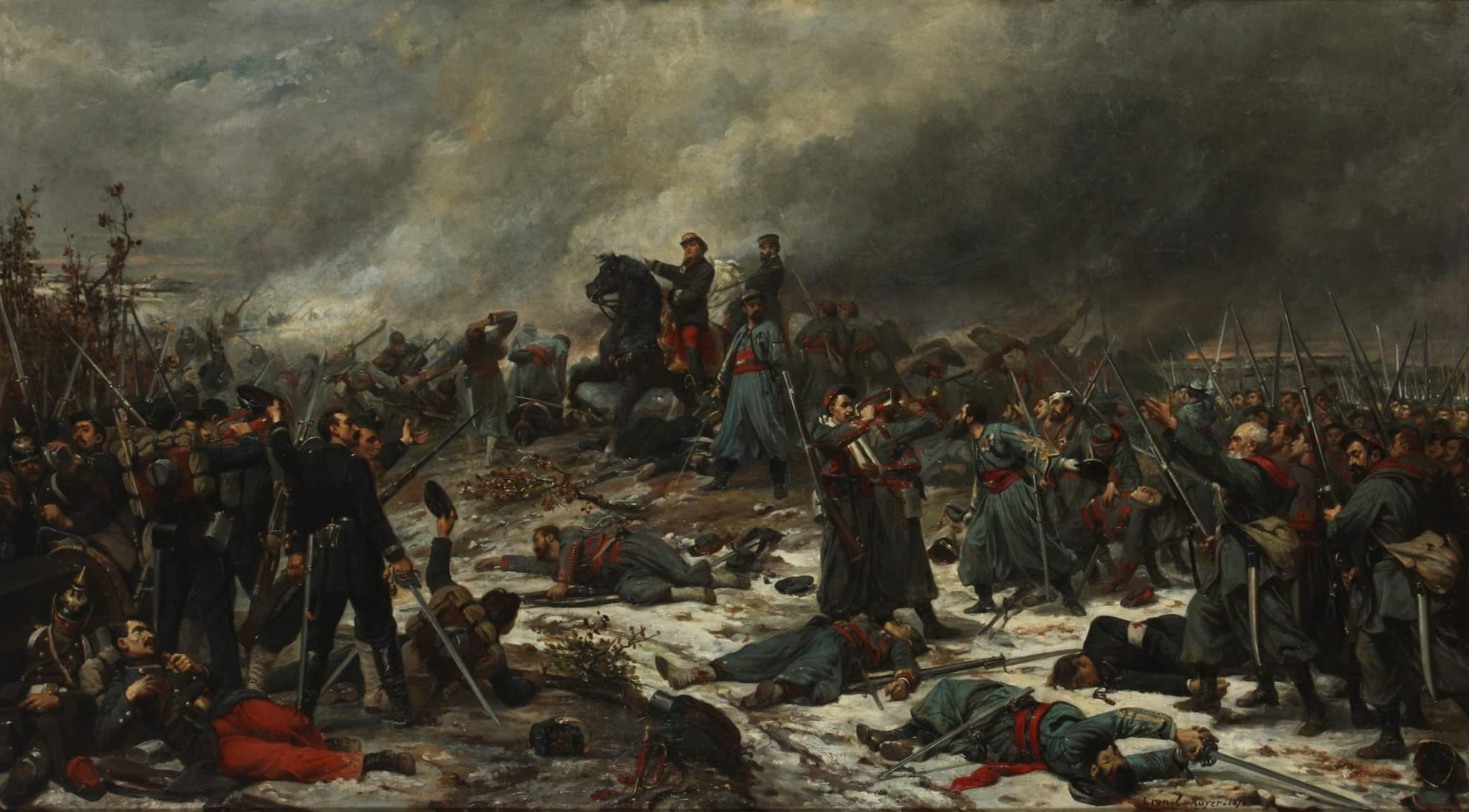
Битва при Ле-Мане
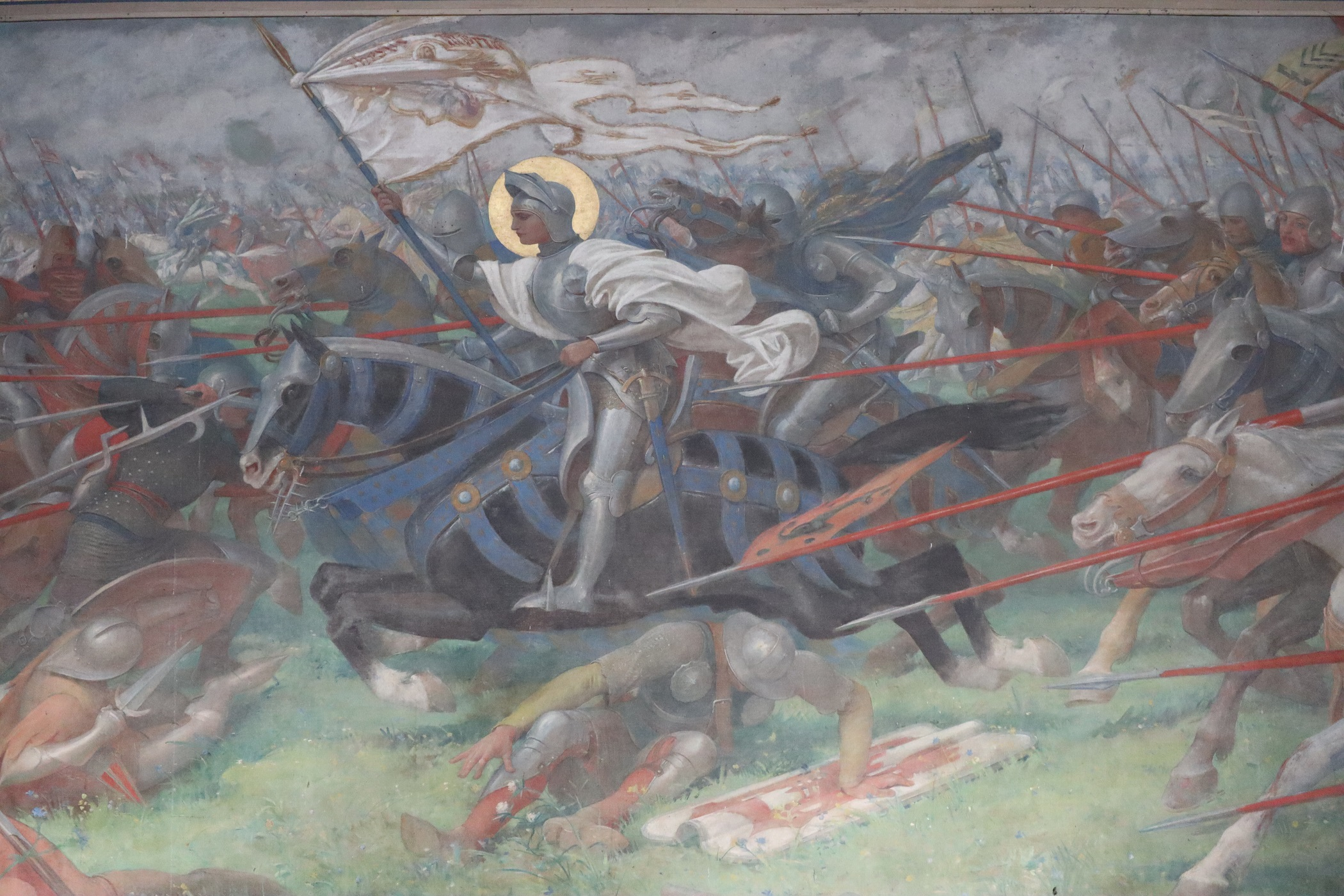
Жанна д’Арк в бою. Фреска в базилике Буа-Шеню, Домреми
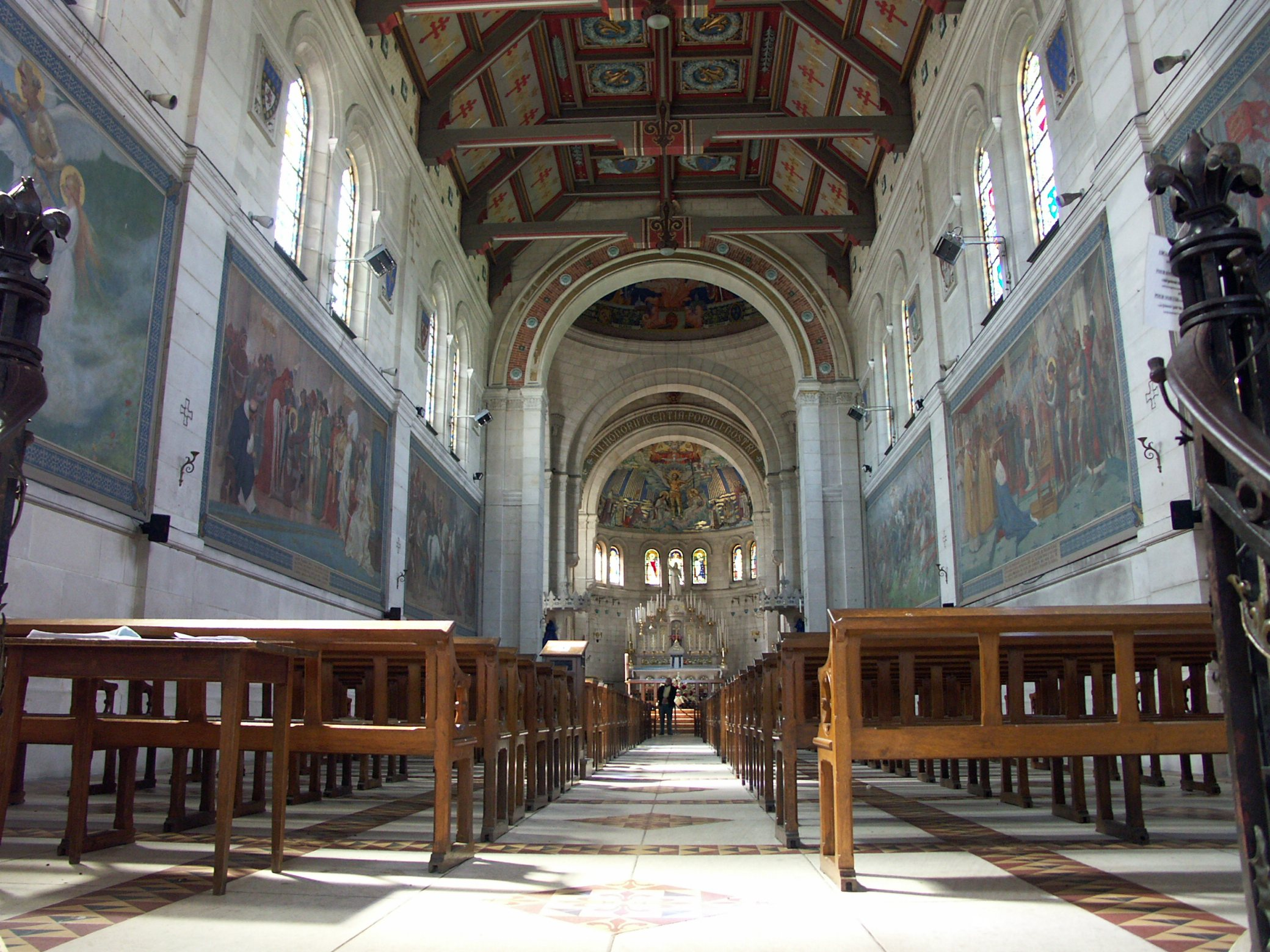
Базилика Буа-Шеню, общий вид цикла фресок.